# 畢暎
畢暎，山西人。清朝將領，武榜眼。 
雍正元年（1723年）癸卯恩科一甲第二名武进士。同年十二月放二等侍衛。四年（1726年）六月放陝西撫標右營游擊。